# Andrée Touré

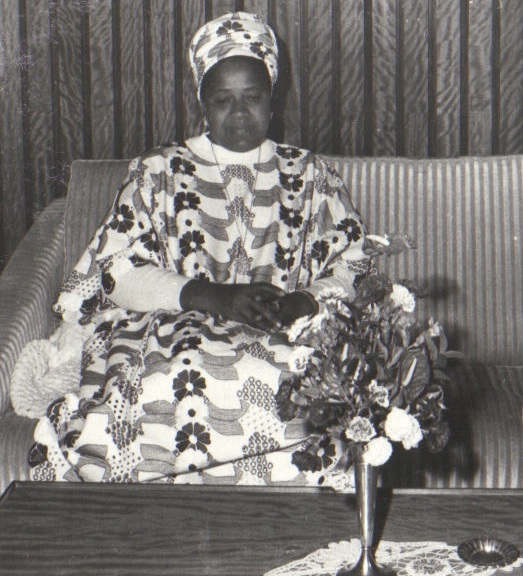
Touré em 1979

Hadja Andrée Touré (nascida em 1934) foi a primeira a receber o título de Primeira Dama da República da Guiné como esposa de Ahmed Sékou Touré, o primeiro presidente do país quando este se tornou independente em outubro de 1958. Ela manteve o título até à morte do marido em março de 1984. Ela e o seu filho foram presos e, em 1987, ela foi condenada a oito anos de trabalhos forçados. Ela conseguiu deixar o país, mas voltou em 2000.